# 1647 en science
| Années de la science : 1644 - 1645 - 1646 - 1647 - 1648 - 1649 - 1650    |
| Décennies de la science : 1610 - 1620 - 1630 - 1640 - 1650 - 1660 - 1670 |

Cet article présente les faits marquants de l'année 1647 en science.

## Événements

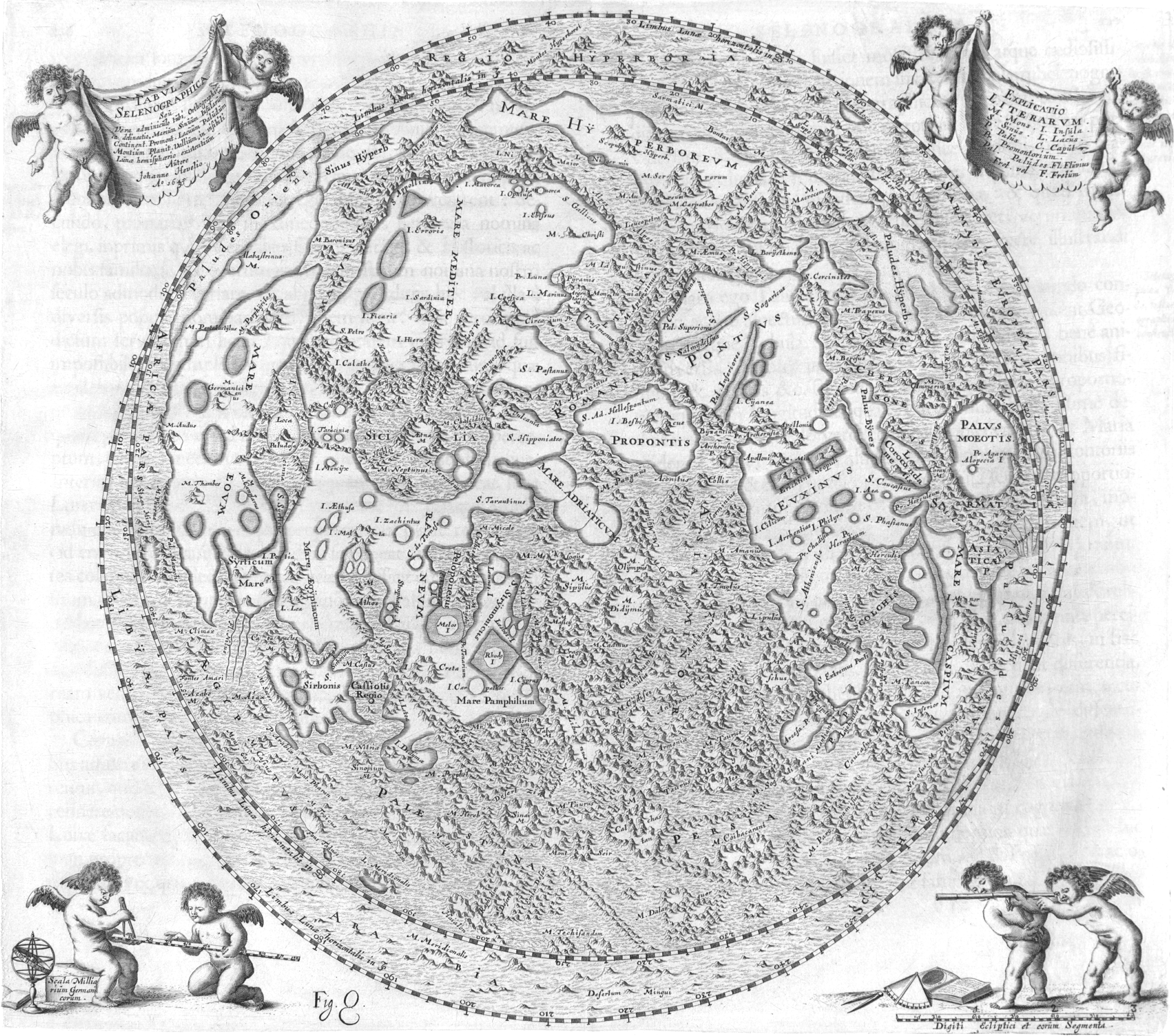
Carte de la face visible de la Lune par Johannes Hevelius (1647)

- 15 septembre : lettre de Blaise Pascal à Florin Périer pour lui demander de réaliser l'expérience du Puy de Dôme[1].
- 23 - 24 septembre : visites de Descartes à Pascal[1].

## Publications
- 8 octobre : Blaise Pascal publie Expériences nouvelles touchant le vide et préface à un futur Traité du Vide[1] ;

- Grégoire de Saint-Vincent : Opus geometricum quadraturæ circuli ;
- Johannes Hevelius : Selenographia.
- De vita et moribus Epicuri de Pierre Gassendi, qui développe la théorie d'Épicure sur les atomes.

## Naissances

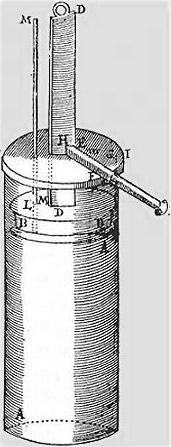
Premier cylindre-piston à vapeur de Denis Papin, 1690

- 2 avril : Anna Maria Sibylla Merian (morte en 1717), naturaliste et artiste-peintre.
- 22 août : Denis Papin (mort en vers 1712), physicien, mathématicien et inventeur français.
- 7 décembre : Giovanni Ceva (mort en 1734), mathématicien italien.
- Sans date précise :

## Décès
- Juillet : Claude Mydorge (né en 1585), mathématicien français.
- 8 octobre : Christian Sørensen Longomontanus (né en 1562), astronome danois.
- 25 octobre : Evangelista Torricelli (né en 1608), physicien et mathématicien italien.
- 5 novembre : Vincenzo Reinieri (né en 1606), mathématicien et astronome italien.
- 30 novembre : Bonaventura Cavalieri (né en 1598), mathématicien et astronome italien.
- Vers 1647 : Ezechiel de Decker (né vers 1603), arpenteur et mathématicien néerlandais.